# Gloria Salguero Gross
Mercedes Gloria Salguero Gross (Santa Ana, 24 settembre 1941 – Santa Ana, 1º novembre 2015) è stata una politica e imprenditrice salvadoregna, presidente dell'Assemblea legislativa di El Salvador dal 1º maggio 1994 al 1º maggio 1997.

## Biografia
Nacque a Santa Ana da Miguel Ángel Salguero e Victoria Carolina Gross de Salguero. Studiò economia all'Università Centramericana "José Simeón Cañas". Nel 1982, entrò nel mondo della politica e fu eletta deputata del Parlamento monocamerale salvadoregno. Nel corso della sua lunga carriera politica, durata oltre 30 anni, Salguero Gross ricoprì diversi incarichi, primo fra tutti quello di presidente dell'Assemblea legislativa salvadoregna (1994–1997). Fu inoltre presidente del partito Alleanza Repubblicana Nazionalista (1995–1997), fondato da lei stessa, vice presidente del Parlamento Latinoamericano (1994–1997), commissario della governance democratica (2004–2009) e deputata del Parlamento centro-americano (2001–2006). Come riconoscimento per la sua lunga carriera politica, il 10 giugno 2010 fu nominata dall'Assemblea legislativa "Hija Meritísima de El Salvador".
Nel giugno 2012, Salguero Gross chiese al suo partito di candidarla alle elezioni presidenziali del 2014. Tuttavia, l'ARENA optò in seguito per Norman Quijano, che alle elezioni fu sconfitto dal rivale Salvador Sánchez Cerén.
Morì il 1º novembre 2015 all'età di 74 anni per arresto cardiaco all'ospedale di Santa Ana. Fu sepolta nel cimitero di Santa Isabel.